# Джанлука Керубіні
Джанлука Керубіні (італ. Gianluca Cherubini, нар. 28 лютого 1974, Рим) — італійський футболіст, що грав на позиції захисника та півзахисника.

## Клубна кар'єра
У дорослому футболі дебютував 1992 року виступами за команду клубу «Реджяна», в якій провів три сезони, взявши участь у 45 матчах чемпіонату.
Своєю грою за цю команду привернув увагу представників тренерського штабу клубу «Рома», до складу якого приєднався 1995 року. Відіграв за «вовків» наступний сезон своєї ігрової кар'єри, але закріпитись у столичный команды не зумів і 1996 року повернувся до «Реджяни». Цього разу провів у її складі ще чотири сезони.
2000 року перейшов у «Віченцу», де теж не заграв і того ж року втретє повернувся до «Реджяни», відігравши свої останні два сезони за клуб, після чого виступав за інші команди Серії С1 «К'єті», «Торрес» та «Джуліанова». Виступаючи за останній клуб у 2006 році Керубіні в матчі проти «Новари» переніс аневризму судин головного мозку, що викликало побоювання за його життя. В результаті Джанлука змушений був закінчити професіональну кар'єру і у 2007–2008 роках працював у тренерському штабі аматорського клубу «Стелла Поларе». Після цього Керубіні повернувся до футболу і у сезоні 2008/09 знову пограв за «К'єті» у Серії D.

## Виступи за збірні
Залучався до складу молодіжної збірної Італії, з якою став молодіжним чемпіоном Європи 1994 року у Франції.

## Титули і досягнення
- Чемпіон Європи (U-21): 1994

## Статистика виступів

### Статистика клубних виступів
| Сезон   | Клуб         | Чемпіонат | Чемпіонат | Чемпіонат |
| Сезон   | Клуб         | Ліга      | Ігор      | Голів     |
| ------- | ------------ | --------- | --------- | --------- |
| 1992-93 | «Реджяна»    | B         | 1         | 0         |
| 1993-94 | «Реджяна»    | A         | 21        | 0         |
| 1994-95 | «Реджяна»    | A         | 23        | 0         |
| 1995-96 | «Рома»       | A         | 5         | 0         |
| 1996-97 | «Реджяна»    | A         | 3         | 0         |
| 1997-98 | «Реджяна»    | B         | 29        | 0         |
| 1998-99 | «Реджяна»    | B         | 20        | 0         |
| 1999-00 | «Реджяна»    | C1        | 2         | 0         |
| 2000    | «Віченца»    | B         | 1         | 0         |
| 2000-01 | «Реджяна»    | C1        | 23        | 2         |
| 2001-02 | «Реджяна»    | C1        | 24        | 2         |
| 2002-03 | «К'єті»      | C1        | 31        | 2         |
| 2003-04 | «К'єті»      | C1        | 26        | 0         |
| 2004-05 | «Торрес»     | C1        | 28        | 1         |
| 2005-06 | «Джуліанова» | C1        | 30        | 0         |
| 2008-09 | «К'єті»      | D         | ?         | ?         |
| Усього  | Усього       |           | 52        | 0         |